# Acacia hebeclada
Acacia hebeclada är en ärtväxtart som beskrevs av Dc. Acacia hebeclada ingår i släktet akacior, och familjen ärtväxter.

## Underarter
Arten delas in i följande underarter:
- A. h. chobiensis
- A. h. hebeclada
- A. h. tristis

## Bildgalleri

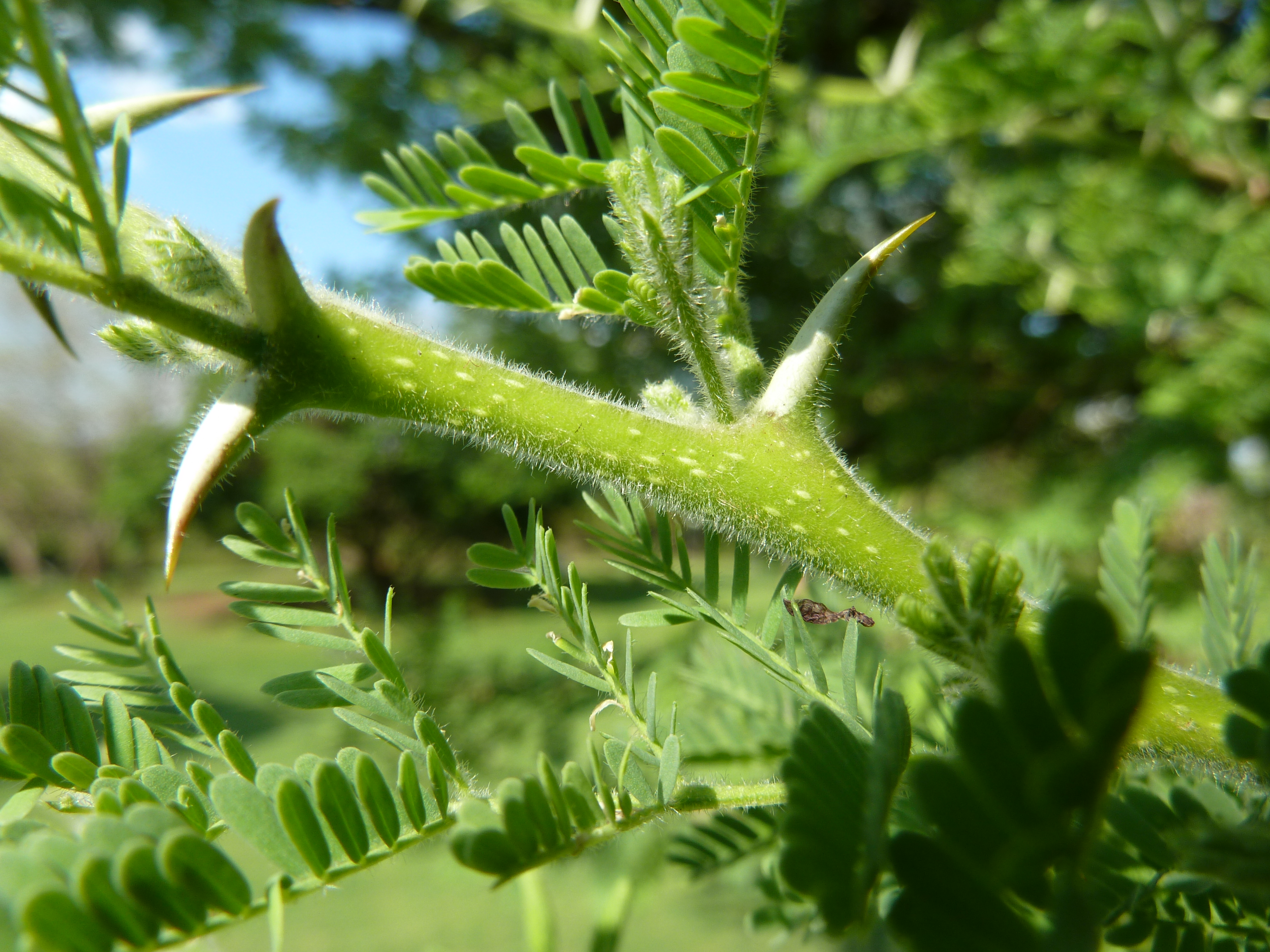
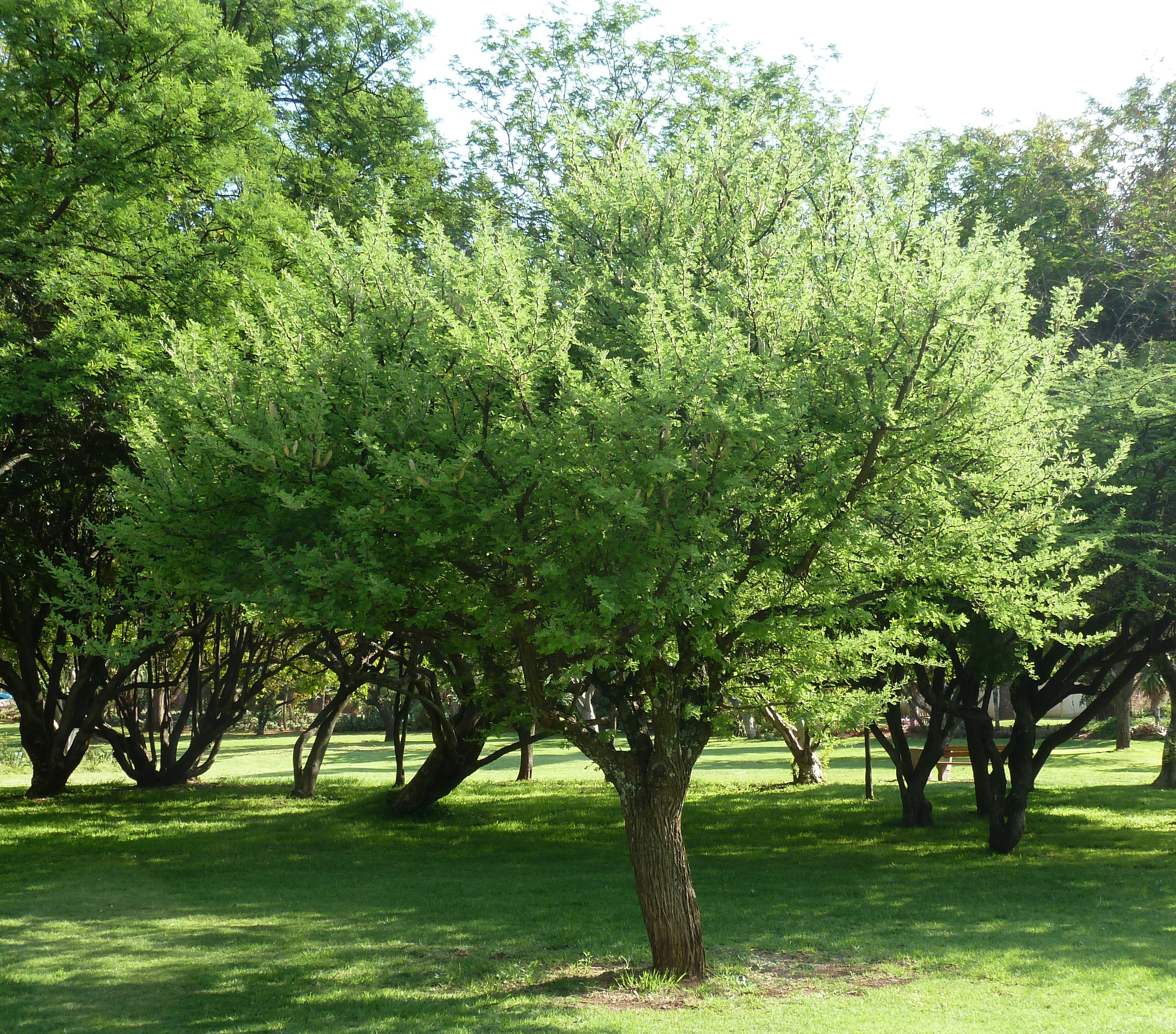
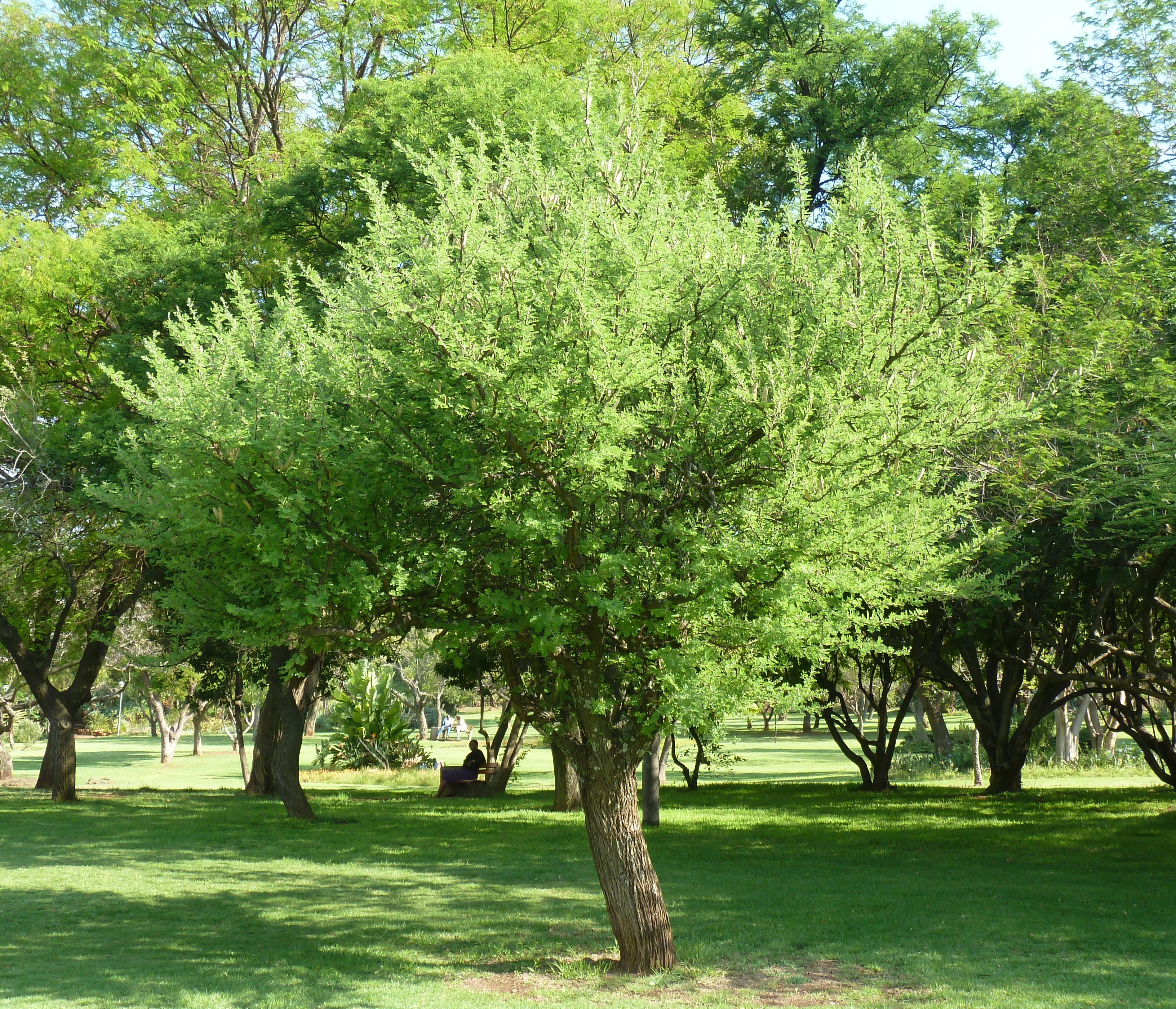
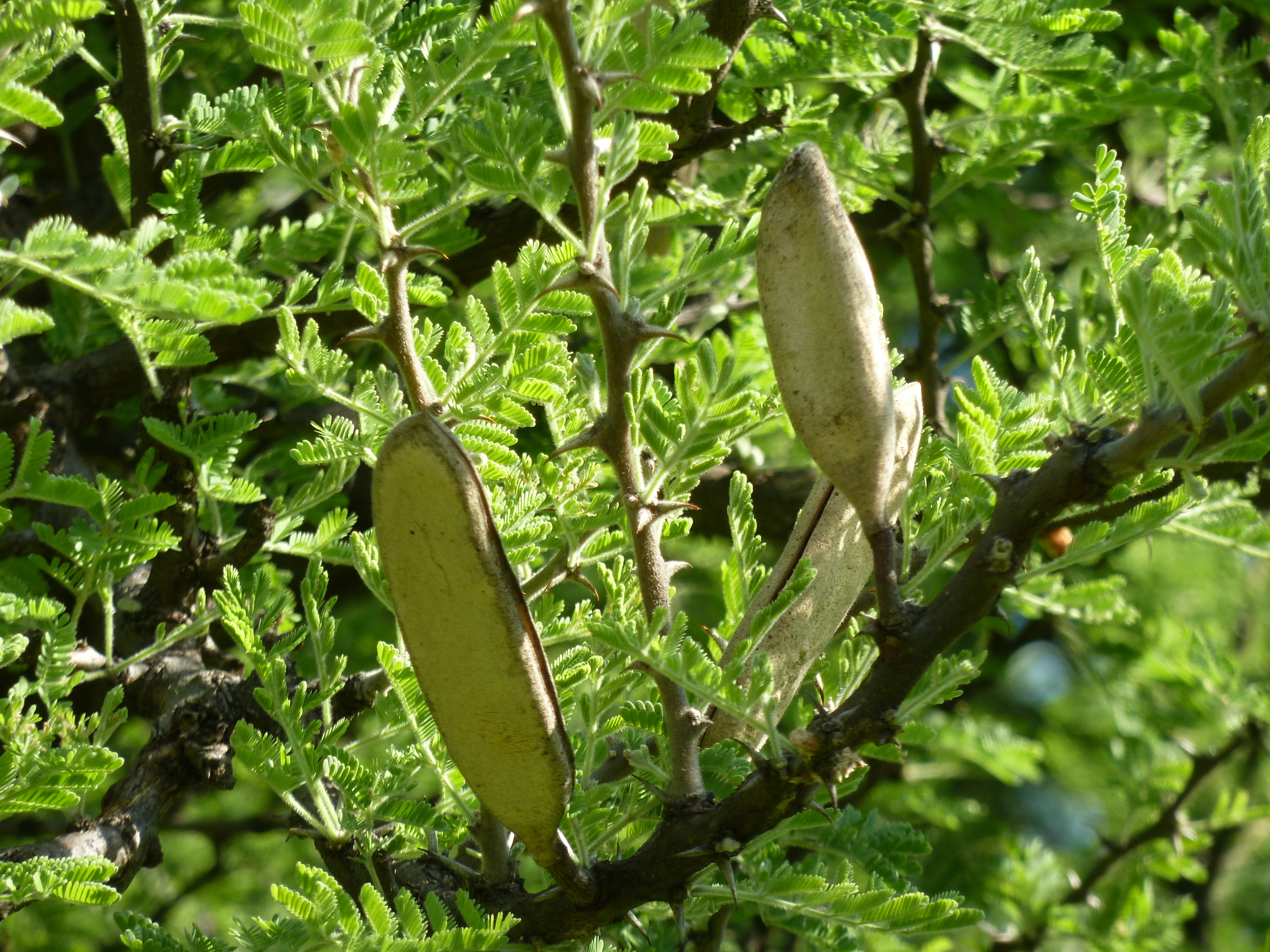